# 威廉·莫爾
威廉·艾倫·莫爾（英語：William Alan Mohr；1959年5月23日—），是一位美國憲法黨黨員，他代表憲法黨參選2020年美國總統選舉，競逐副總統職務。

## 早年生活
莫爾生於密歇根州大急流城，在拜倫中心成長，曾任職卡車司機和食品生產工廠經理，目前是建築和維修業自僱人士。